# Santa Cruz del Islote
Santa Cruz del Islote is een Colombiaans eilandje van ongeveer 1,2 hectare (±12.000 m²) in de Caraïbische Zee. Met een bevolking van ongeveer 1250 mensen op 0,012 km², wat neerkomt op een bevolkingsdichtheid van ongeveer 104.000 inwoners/km² is het het een van de dichtstbevolkte eilanden ter wereld. Het eilandje maakt deel uit van de San Bernardoarchipel en is gelegen in de Golf van Morrosquillo voor de kust van en behorend tot het departement Sucre.

## Bevolking
De bevolking van Santa Cruz del Islote bestaat uit een aantal families met hun (vele) nakomelingen. Op het eiland staan negentig huizen en een kerk. Jongeren bouwen hun huis vaak boven op dat van hun ouders. Op Santa Cruz is geen stromend drinkwater. Water wordt driewekelijks aangevoerd door Colombiaanse marineschepen. Elektriciteit, afkomstig van één enkele generator, is er slechts van 19 tot 24 uur. De bevolking leeft van de visvangst en werkt op de eilanden in de omgeving, zoals Múcura of in Cartagena. De bevolking (en daarmee de dichtheid) van het eiland fluctueert sterk. In rustige tijden van het jaar wonen er zo'n 700 mensen. In schoolvakanties, als de kinderen van de bewoners niet op school zijn op het Colombiaanse vasteland, kan de bevolking oplopen tot zo'n 1250 inwoners.
Vanwege de beperkte ruimte zijn er op het eiland geen begraafplaatsen. Deze bevinden zich op eilanden in de buurt, zoals het veel grotere Tintipán. Ook is er geen plaats voor een voetbalveld, daar het eiland zelf slechts twee voetbalvelden groot is. Voetbal wordt op Tintipán gespeeld. De populairste muziek op het eilandje is champeta, een Afro-Colombiaanse muziekstijl.
Het eiland is bereikbaar vanuit de havenstad Tolú, vanaf het tegenovergelegen Múcura en vanuit Cartagena.
Fernando Salinas, eilandbewoner, schreef over het eilandje: Duermen tan juntos que sueñan lo mismo (Ze slapen zo dicht op elkaar dat ze hetzelfde dromen).

## Afbeeldingen

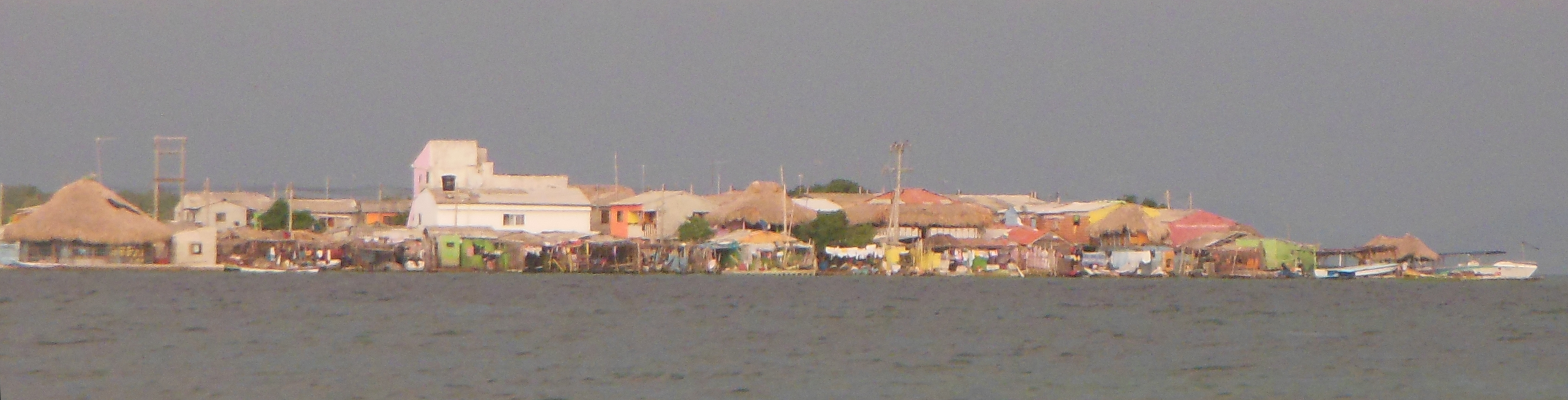
Overzichtsfoto van het eilandje, gezien vanaf Múcura

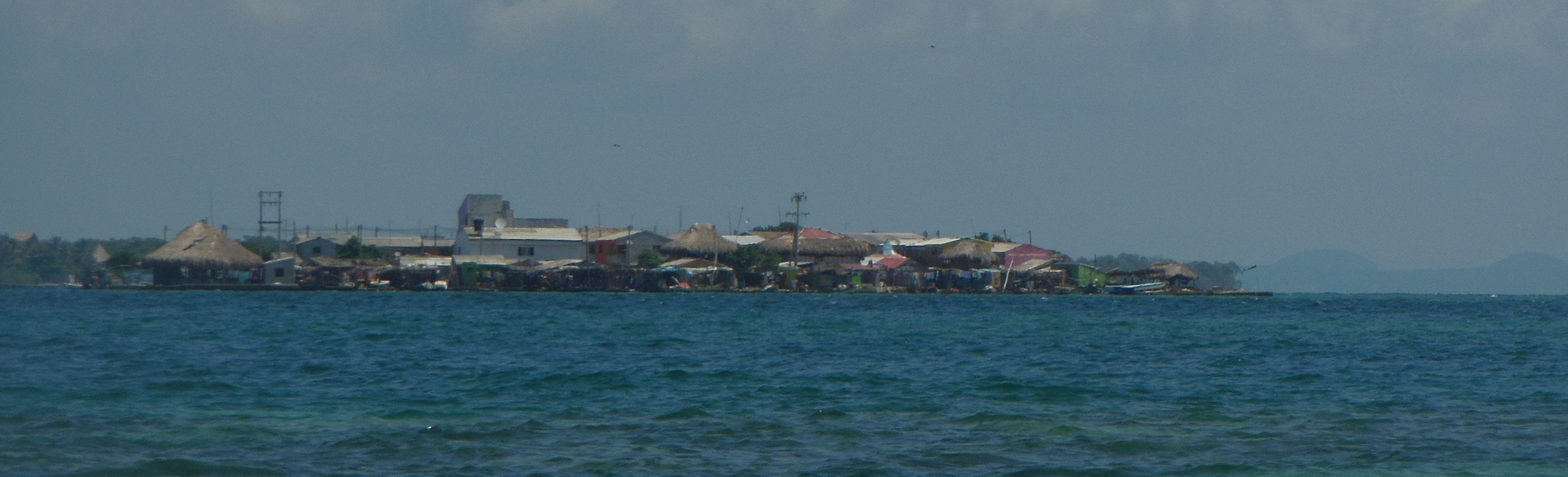
Zelfde uitzicht, met links op de foto Tintipán en rechts op de achtergrond de Colombiaanse kust

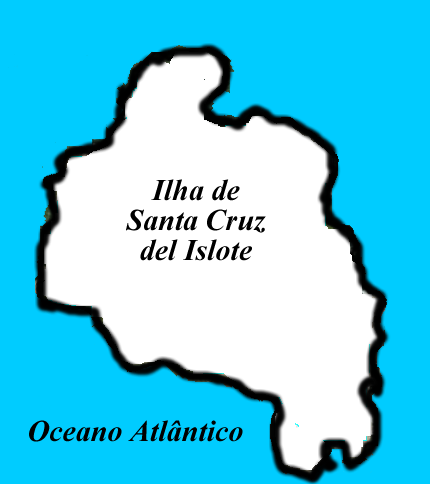
Kaart van Santa Cruz